# Wey and Godalming Navigations
Wey and Godalming Navigations är navigeringskanaler i Storbritannien.   De ligger i grevskapet Surrey och riksdelen England, i den södra delen av landet, 30 km sydväst om huvudstaden London.